# Jang Ču
Jang Ču (čínsky pchin-jinem Yáng Zhū, znaky zjednodušené 杨朱, tradiční 楊朱; 370 př. n. l. – 319 př. n. l.) byl staročínský filozof.
Podle Janga všechny události a jevy přírody a společnosti jsou podřízeny působení principu přirozené nezbytnosti, který charakterizoval jako osud. Vše podléhá zkáze a zničení, život vystřídá smrt, vznik zánik. Je třeba užívat a vychutnávat to, co existuje a nezatěžovat se myšlenkami na to, co bude po smrti, doporučoval Jang. Odmítal také společenskou angažovanost. Jeho filozofie bývá označována za individualistickou, což bylo v konfuciánské čínské tradici dosti neobvyklé a také to nebylo přijato (kritika Menciova). Byl také prvním čínským filozofem zabývajícím se problémem lidské přirozenosti, kterou nazýval sing (性, přirozené sklony).